# Веннемар фон Брюггеней
Веннемар фон Брюггеней (*Wennemar von Brüggenei, д/н — 1401) — 29-й магістр Лівонського ордену в 1389—1401 роках.

## Життєпис
Походив з вестфальського шляхетського роду Брюггеней. Народився в Вестфалії, замалоду разом з братом Рутгером перебрався до Лівонії, де стає лицарем Ордену. 1381 році рішенням магістра Лівонського ордена Вільгельма фон Фрімерсгайма призначено комтуром.
1389 році обирається новим очільником Лівонського ордену. Продовжив політику Робіна фон Ельца з втручання у справи Великого князівства Литовського, розширюючи там владу. 1390 року великий князь литовський Вітовт визнав зверхність Тевтонського ордену. На підтримку Вітовта того ж року виступили лівонські війська, брали участь проти Ягайла та його брата Скиргайла.
Водночас доклав нових зусиль з посилення позицій Лівонського ордену в Лівонії. 1391 року виступив проти ризького архієпископа Йоганна IV фон Зінтена, захопивши його замки. Останній вимушений був тікати до Любека. Звідти він звертався до Папського престолу, але марно. Архієпископство фактично став контролювати магістр Лівонського ордену.
У 1392 році лівонці та тевтонці почали війну проти Вітовта, який уклав союз з Ягайлом. 1393 році вплинув на папу римського Боніфація у судовій справі з ризьким архієпископом, відповідно доя кого нових архієпископів тепер повинні були обирати з членів Лівонського ордена. Ймовірно на рішення вплинула пожертва фон Брюггенея в 11500 золотих флоринів. Того ж року сприяв обранню новим архієпископом Йоганна V фон Валленроде. Останній взаємодіяв з Орденом, надсилаючи магістру значні кошти для ведення війн.
В серпні 1394 році на чолі війська Веннемар фон Брюггеней доєднався до тевтонського війська, яке спробувало захопити Вільно. Цей похід був невдалим. Але того ж року магістр лівонського ордену брав участь у битві під Рудаміною, де Вітовту було завдано важкої поразки. 1394 року фон Брюггеней відправив війська проти дерптського єпископа Дітріха Дамерау, який визнав Вітовта своїм протектором.
1396 року надав війська Свидригайло Ольгердовичу, який зумів захопити Вітебську, але невдовзі Вітовт полонив Свидригайла. 1397 році магістр Лівонського ордена змусив єпископа підкоритися. 1398 року в Гродно брав участь у перемовинах з великим князем литовським Вітовтом, в результаті чого дещо пізніше було укладено Салінський договір, за яким Лівонський орден мав отримати допомогу Литви у підкорені Пскову. Натомість тевтонці і лівонці повинні були допомогти Вітовту захопити Новгород.
У 1399 році поновилися прикордонні конфлікти з Литвою. 1400—1401 роках Веннемар фон Брюггеней спрямовував війна на допомогу Тевтонського ордену. Помер 1401 року. Новим очільником став Конрад фон Фітінгхоф.